# Vi tackar dig, o Herre Krist
Vi tackar dig, o Herre Krist  är en psalmtext av Nikolaus Selnecker diktad år 1578. Senare översatt till svenska och bearbetad av Johan Alfred Eklund 1912 och 1934.

## Publicerad som
- Nr 371 i 1695 års psalmbok med 6 verser under rubriken "Aftonpsalmer".
- Nr 801 i Psalmer & visor 76/82 i dess senare del 1982.
- Nr 502 i Den svenska psalmboken 1986 under rubriken "Kväll".